# Haleyuru, Heggadadevankote
Haleyuru là một làng thuộc tehsil Heggadadevankote, huyện Mysore, bang Karnataka, Ấn Độ.